# Třemošnice
Město Třemošnice (j. č., tedy: ta Třemošnice; německy Tremoschnitz) se nachází v okrese Chrudim, kraj Pardubický, 25 km jihozápadně od Chrudimi. Městem protéká Zlatý potok, který je pravostranným přítokem řeky Doubravy. Žije zde přibližně 3 300 obyvatel.

## Historie
První písemná zmínka o obci pochází z roku 1564. K rozvoji obce došlo po spojení s panstvím Ronov nad Doubravou. V roce 1750 byl na místě staré tvrze postaven malý zámek. Předpokládá se i podíl Jana Blažeje Santiniho na jeho výstavbě. Součástí zámku je kaple, která je dnes přístupná veřejnosti.
Roku 1816 byla založena slévárna, později též strojírna, kterou po první světové válce koupila společnost vedená Josefem Bartošem. Závod byl rozšířen a začal pracovat na zakázkách pro železnici. Ve dvacátých letech přichází Jindřich Šnobl, který zde zůstává do roku 1945 na pozici závodního v továrně a během druhé světové války se účastní odboje. Ve třicátých letech zde strávil několik dovolených poslanec a pozdější prezident Antonín Zápotocký. Po druhé světové válce byl podnik přejmenován na KOVOLIS, roku 1967 byl postaven závod DAKO. Podnik přestál období ekonomické transformace po roce 1989 a v současné době funguje pod názvem DAKO CZ.
Dne 1. července 1994 získala Třemošnice status města.

## Přírodní poměry
Jihovýchodně od města se nachází národní přírodní památky Kaňkovy hory. Na jižním okraji města leží přírodní památka Na Obůrce. Významnou přírodní památkou je též Hedvičino údolí - jde o 1,5 km dlouhou skalnatou rokli. Velká část města se nachází na území CHKO Železné hory. 

## Doprava
Do Třemošnice vede od 14. února 1882 jedna z prvních místních železničních tratí, tzv. lokálek z Čáslavi. V minulosti existovalo také její pokračování z Čáslavi severozápadně do Močovic. Dne 17. října 1882 zde došlo k prvnímu použití telefonu na železnici na území dnešní ČR.
„Třemošnici a Prachovice spojovala nákladní lanovka, která usnadňovala dopravu vápence z lomů hraběte Kinského do vápenky v Závratci. Byla to ve své době nejdelší lanovka v Čechách. Měla dřevěné stožáry 6–20 m vysoké ve vzdálenosti 20–140 m v délce 5 km. Za desetihodinovou pracovní směnu se přepravilo 100 tun vápence. Po roce 1957 byla výroba vápna zastavena a lanová dráha zrušena. Vápenka v Závratci je dodnes zajímavou technickou památkou.“
Kromě železničního spojení disponuje město též spojením autobusovým. Z místního autobusového nádraží odjíždí 9 linek, směřujících do Chrudimi, Chotěboři, Čáslavi, Heřmanova Městce, či do Pardubic. Společně s přilehlými částmi mají obyvatelé k dispozici celkem 13 autobusových zastávek. 

## Školy
- Střední odborná škola a Střední odborné učiliště technické a základní škola

## Náboženství
V Třemošnici nestojí žádný kostel či jiná velká sakrální stavba. V minulosti docházeli věřící římskokatolického vyznání do kostela v blízkém Ronově nad Doubravou, dnes se pravidelně slouží mše svaté pro věřící v zámecké kapli. Jsou snahy o výstavbu kostela Božího Milosrdenství podle návrhu architekta Davida Vávry.

## Pamětihodnosti
- Zámek Třemošnice

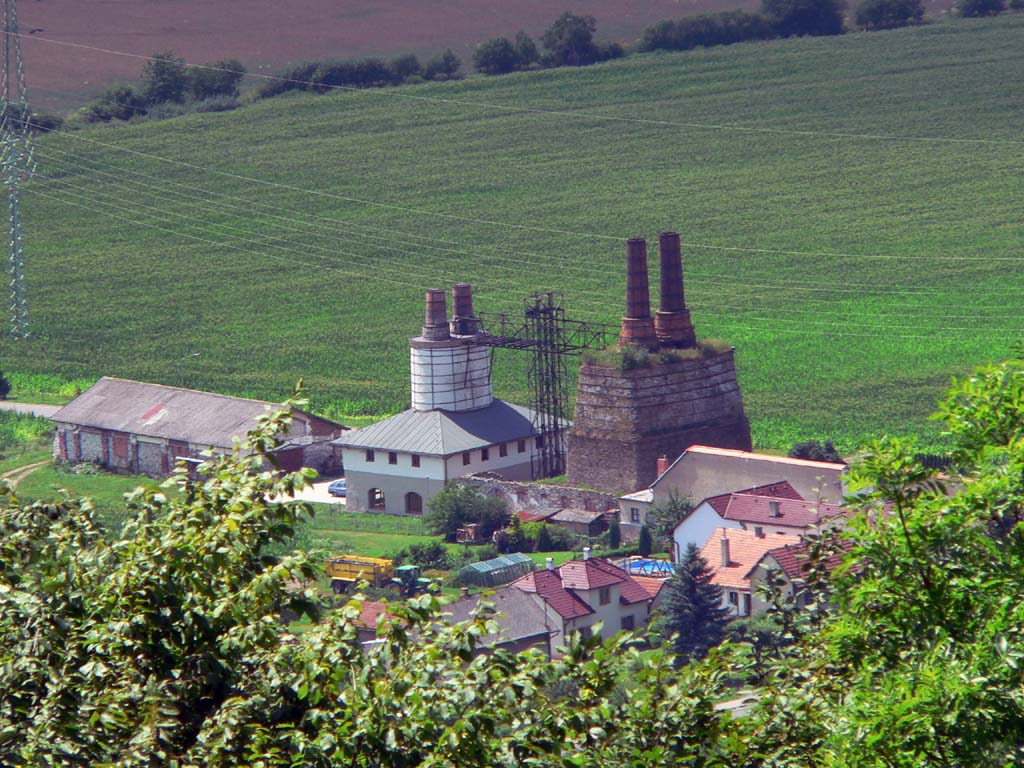
Areál Berlovy vápenky z hradu Lichnice

- Lichnice – zřícenina hradu v místní části Podhradí
- Berlova vápenka
- Zemědělské muzeum u vápenky

## Části města
- Třemošnice
- Hedvikov
- Kubíkovy Duby
- Lhůty
- Podhradí
- Skoranov
- Starý Dvůr
- Závratec

## Partnerská města
- Embrach, Švýcarsko

## Další fotografie

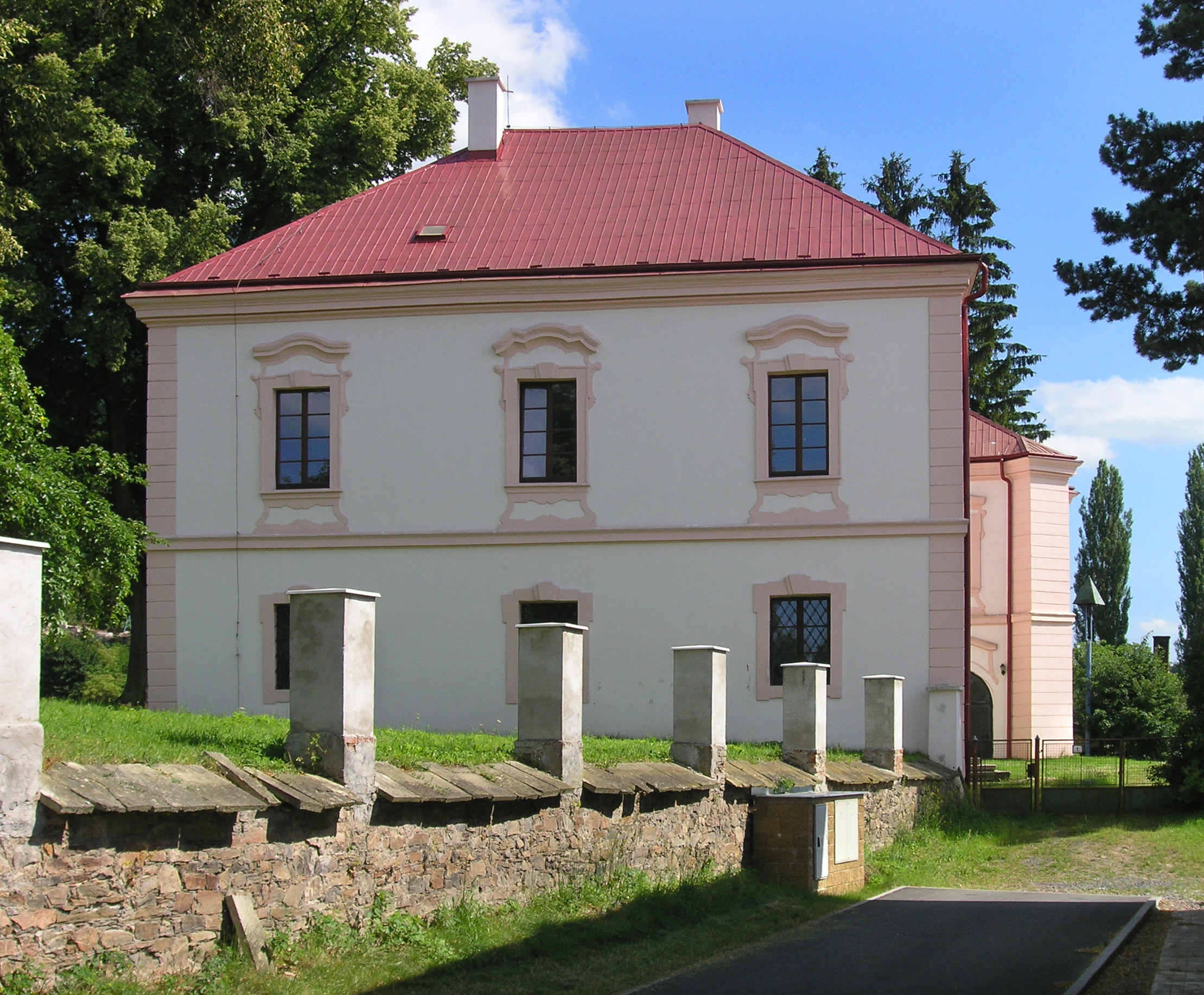
Zámek Třemošnice
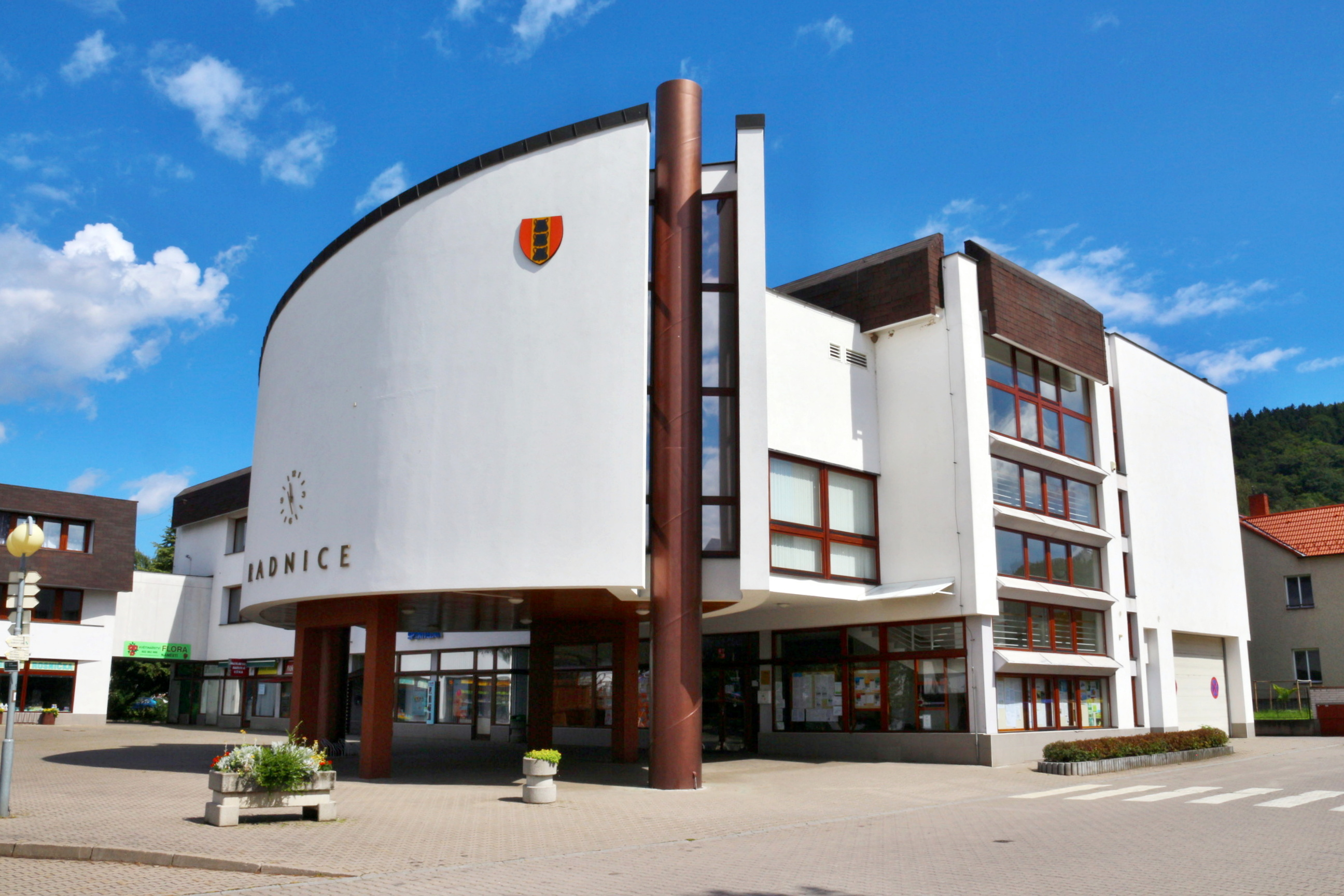
Moderní budova radnice na Mírovém náměstí
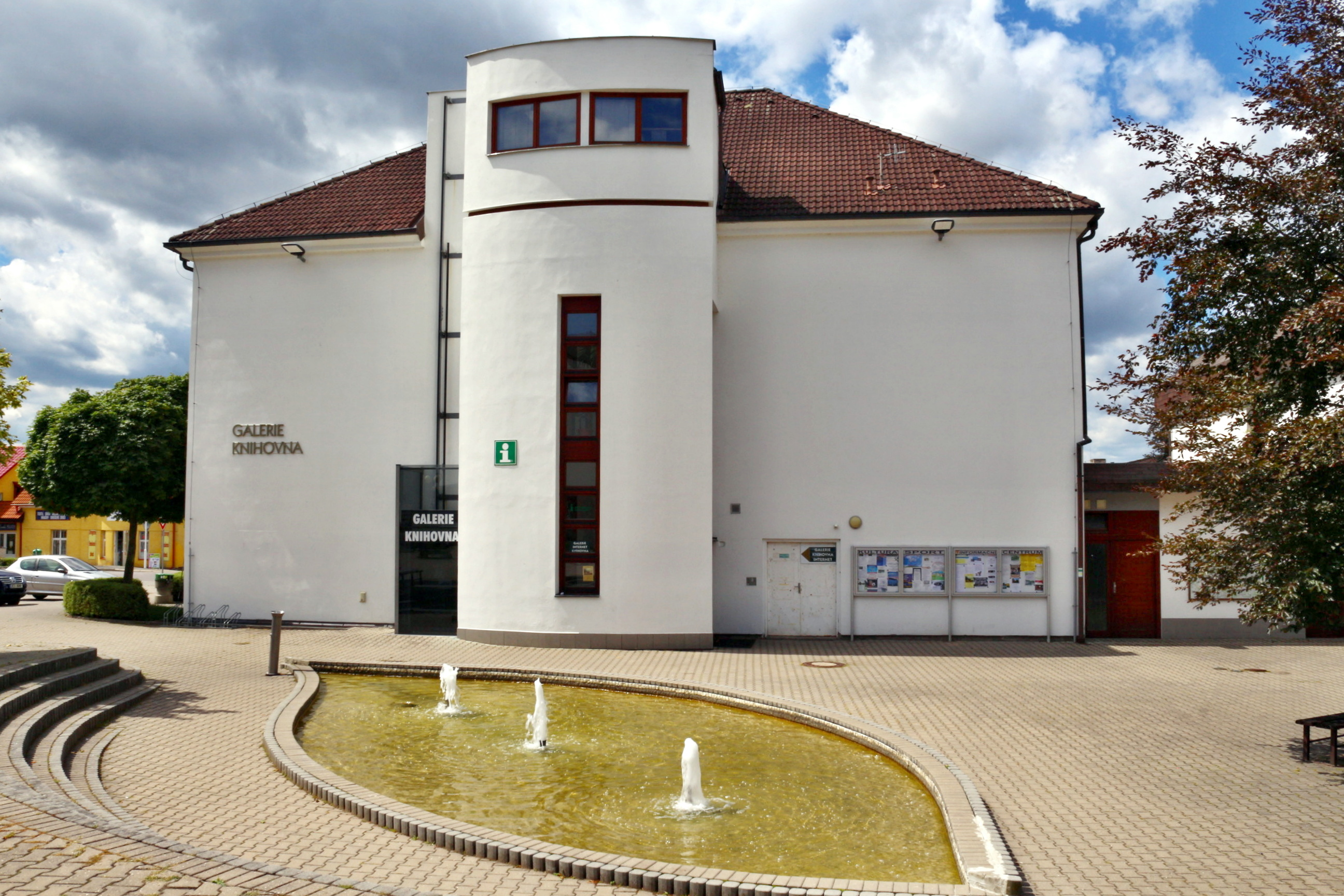
Knihovna a galerie na Mírovém náměstí
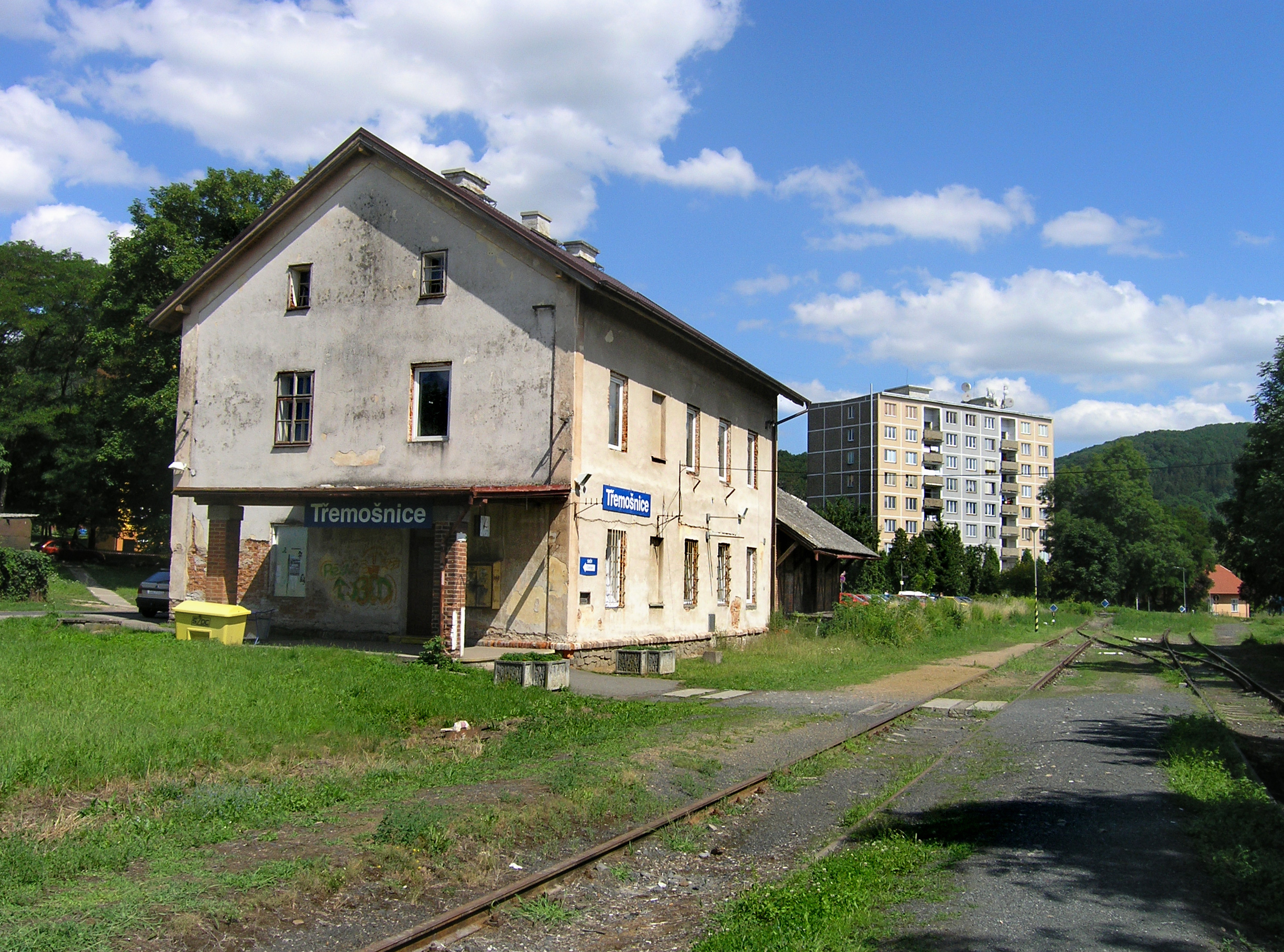
Nádraží
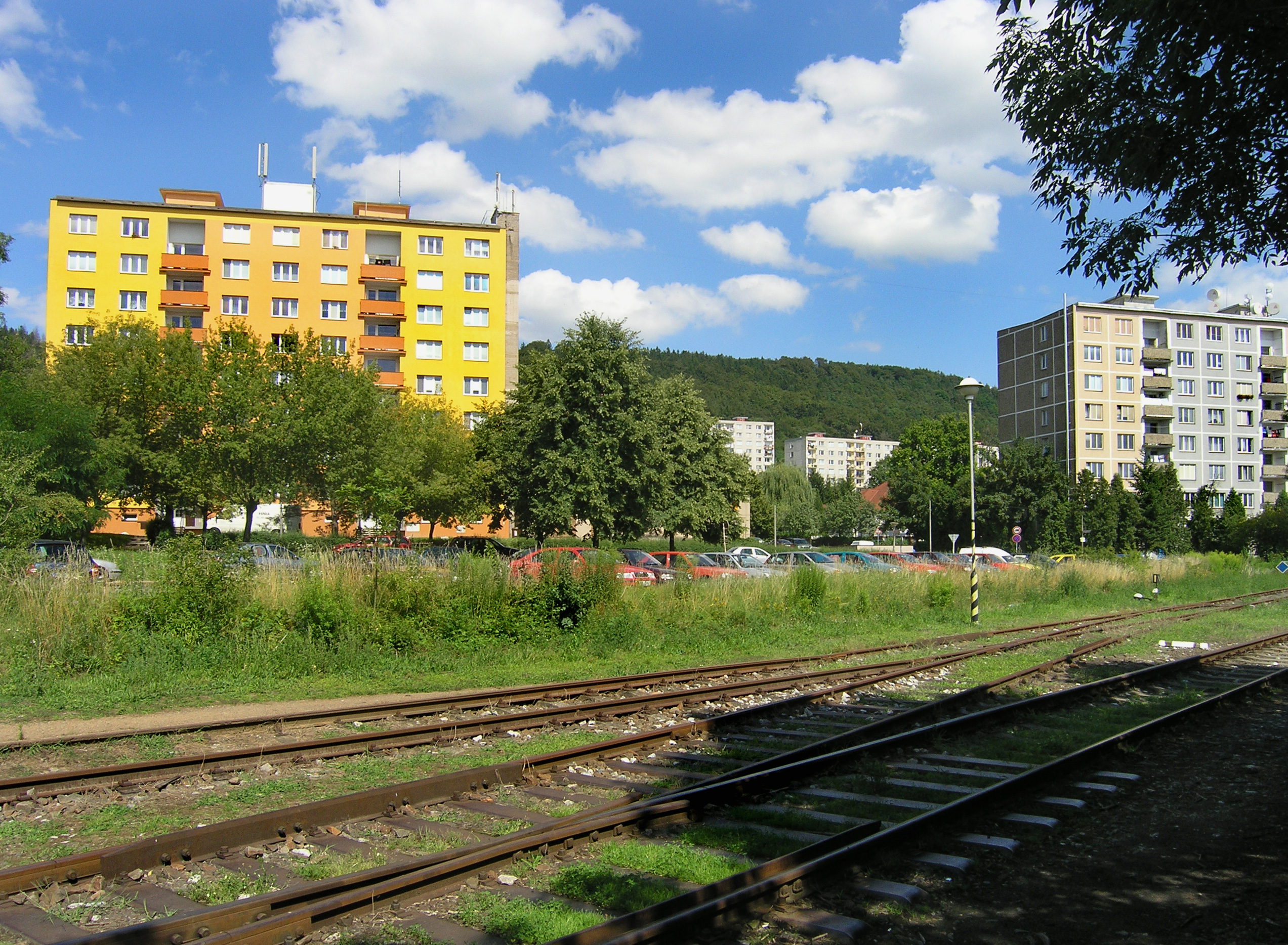
Sídliště u nádraží